# Марія Жозефа Баварська
Марія Жозефа Баварська (нім. Maria Josepha Antonia Walburga Felizitas Regula, Prinzessin von Bayern und Böhmen; 30 березня 1739 — 28 травня 1767) — дружина імператора Йосипа II та імператриця Священної Римської Імперії. Нащадок короля Речі Посполитої Іоанна III.

## Біографія

### Походження
Марія Жозефа Баварська  була сьомою і меншою дитиною імператора Карла VII і ерцгерцогині Марії Амалії Габсбург.Батьками її матері були Йосип I, імператор Священної Римської імперії та Вільгельміна Брауншвейг-Люнебурзька.

### Весілля
Вона була обрана як підходяща дружина для Йосипа, сина імператора Франца Стефана і його дружини Марії-Терезії. Марія Жозефа та Йосип II були тісно пов'язані(кузени), їх батьки, мати Йосипа, Марія Терезія, і мати Марії Жозефи, Марія Жозефа Амалія, були дітьми братів Карла VI і Йосипа I. А вони були сини імператора Леопольда I